# Хісая Наокі
Хісая Наокі (яп. 久弥 直樹), справжнє ім'я — Хаяші Наокі (яп. 林直樹) — японський сценарист, який працював у компаніях «Tactics», «Key» та «Siesta». З 2006 року — автор-фрилансер.
Був головним автором популярного візуального новели «Kanon» від студії «Key». Іншими його роботами є «Moon», «One: Kagayaku Kisetsu e» та «Moon Childe». Автор концепцій для «Sola» та «Sora no method», сценарист рольової гри «Crystar».